# 黄冕
黄冕（1795 - 1870），湖南长沙人，清朝政治人物。黃博之子。

## 生平
道光年間，擔任上元縣知縣，署上海縣知縣、太倉直隸州知州、常州府印務。道光十八年，任蘇州府督糧同知、蘇州府知府。道光二十年，署鎮江府知府。道光二十一年，遣戍伊犁。道光二十七年，任江蘇巡撫，后因革漕費，歲省銀數十萬，被人嫉恨而彈劾。咸豐三年，出任江西吉安府知府，協助曾國藩湘軍抵抗太平天國。同治二年，任雲南迤西道，辭病不赴，卒於家中。